# Ça (personnage)
Pour les articles homonymes, voir Ca, Grippe-sou, Gripsou et Gray.
Ça (anglais : It), également appelé Grippe-Sou, le Clown dansant (Pennywise, the Dancing Clown) ou Robert « Bob » Gray, est un personnage fictif du roman Ça (1986) écrit par Stephen King.
Les références au personnage sont nombreuses dans les autres œuvres de King, comme Les Tommyknockers (1987) ou Dreamcatcher (2001). Ce clown maléfique est une forme archétypale, mélange de Bozo le clown, de John Wayne Gacy et de Ronald McDonald.
Plusieurs médias tels que The Guardian classent ce personnage comme l'un des clowns les plus effrayants dans la culture cinématographique ou populaire.

## Inspiration
Stephen King raconte qu'il a eu l'idée de la conception de Grippe-Sou peu après avoir commencé à réfléchir sur le roman Ça, à la fin des années 1970, en pensant que les clowns étaient ce qui effrayait le plus les enfants. Une rencontre dans un avion, lors de la tournée promotionnelle du roman Dead Zone (1979), avec un homme grimé comme Ronald McDonald l'a également influencé. Dans un essai sur les incarnations du mal dans la culture, il est émis l'idée que Grippe-Sou et d'autres clowns créés dans les années 1980 ont tous été doublement influencés à la fois par le tueur en série John Wayne Gacy, qui avait l'habitude de se déguiser en clown, et par l'image d'un capitalisme agressif représenté par Ronald McDonald.

## Histoire

### Roman
Principal antagoniste du roman, il s'agit d'une entité extraterrestre métamorphe éternelle et plus ancienne que l'univers prenant généralement la forme d'un clown. Il cible de manière cyclique les enfants de la région de Derry dans le Maine, lieu où il est arrivé et vit depuis.
Dans le roman, c'est une entité éternelle, presque aussi ancienne que le temps lui-même. C'est l'ennemi naturel et éternel de Maturin La Tortue (qui aurait créé notre univers en vomissant), existant tous les deux dans le Macroverse (un univers cosmique relié à la Tour Sombre, présenté dans les romans homonymes). Maturin et Grippe-Sou forment deux puissances contraires, un équilibre fragile et en constant affront : la création et la consommation. 
Ça serait donc arrivé sur Terre durant la préhistoire par une météorite et serait resté endormi jusqu'à l'apparition des premiers humains sur son lieu d'hibernation (qui deviendra plus tard la ville de Derry). Son réveil a toujours été marqué par des cycles de violence qui gagnent leur apogée juste avant son retour en hibernation. Il a commis d'autres crimes non mentionnés dans la mini-série et dans les films, notamment le meurtre de plus de 300 colons entre 1740 et 1743, ainsi que d'un groupe de bûcherons entre 1876 et 1879.
Ça a également pris beaucoup plus de formes que dans les adaptations télévisuelles, comme : Dracula, un lépreux sans-abri appelé Hobo, le ptérosaure Rodan, le monstre de Frankenstein, des sangsues, des piranhas, la sorcière de Hansel et Gretel, Tony Tracker, une statue géante de Paul Bunyan, la Créature du Lagon Noir, la mère de Jimmy Donlin, un œil géant, le cadavre réanimé de Dorsey Corcoran, le requin des Dents de la Mer, un loup-garou, etc. Il est également responsable des décès d'Alvin Marsh et du mari abusif de Beverly, Tom Rogan. Il apparaît aussi à Henry Bowers sous les traits de Victor Criss. Quand il sent que l'un des gardiens de l'asile psychiatrique où Henry Bowers est interné nuit gravement à celui-ci, il prend la forme d'un Dobermann Pinscher de deux mètres cinquante de haut, par opposition à un croisement entre le clown et un rottweiler dans la mini-série, tue le gardien de l'asile et permet à Henry Bowers de s'échapper. La mini-série inverse également les pires craintes de Ben et Stan : dans le roman, Grippe-Sou est apparu à Ben sous l'apparence d'une momie, et à Stan comme des cadavres pourrissants, tandis que dans la mini-série, c'était l'inverse.
Également dans le roman, il n'a pu être arrêté lorsque Bill a exécuté le « Rituel de Chüd ». Le livre implique également qu'il peut être féminin, étant donné qu'il a pondu des œufs lorsqu'il était sous forme d'araignée.
Un autre détail laissé hors du téléfilm est que sa forme d'araignée n'est pas celle de sa forme véritable ; elle est simplement la représentation la plus proche de sa forme réelle que l'esprit humain puisse comprendre et concevoir. La véritable forme de Grippe-Sou n'existe que dans ce qu'il appelle les « Lumières Mortes » (ou « Lueurs Mortes » dans le téléfilm), et ne peut même pas être "comprise" par un esprit humain limité ; tout au plus, l'entrevoir déboucherait sur la folie, voire la mort, tout comme le personnage de Tom Rogan meurt sur le coup d'une embolie cérébrale après que « Ça » lui a dévoilé brièvement sa véritable apparence.
Grippe-Sou est différent des autres prédateurs réels ou fictifs par un élément : son sadisme. Alors que les prédateurs normaux tuent leurs proies strictement pour la survie, « Ça » se différencie d'eux en se délectant absolument de sa cruauté et de ses actes méchants, le présentant comme un monstre cruel plutôt qu'un simple prédateur.

### Films
Les résurgences de « Ça » sont montrées comme liées à une partie des catastrophes qui ont lieu tous les 27 ans, dans la ville de Derry (Maine).
Il n'a jamais été contre la mort d'enfants. En fait, il préférait effectivement tuer des enfants car ils étaient des cibles plus faciles. C'est probablement pourquoi il a choisi la forme d'un clown, une figure qui a amusé et terrifié de nombreux jeunes enfants. Il avait des dents pointues qu'il pouvait utiliser pour tuer des gens.
Au fur et à mesure que le premier film progresse, un groupe d'enfants, connu sous le nom de « Club des Ratés », se réunit pour tuer « Ça » et mettre fin à son règne meurtrier (après qu'il a tué le frère de l'un d'eux). Cependant, Grippe-Sou, étant d'un aspect moindre qu'un être supérieur, n'est pas mort définitivement et a juré de se venger de la bande pour sa défaite avant de disparaître.
27 ans plus tard, « Ça » tient sa promesse et revient traquer et tuer les membres de la bande, devenus adultes depuis. Cela incite le « Club des Ratés » à se reformer et à combattre « Ça » à nouveau pour le tuer une bonne fois pour toutes, et se sauver de sa colère. À la fin des films, le « Club des Ratés » réussit à vaincre « Ça » à nouveau. Dans la bataille finale, il prend la forme d'un monstre arachnoïde, plus proche de son apparence véritable que d'un déguisement (comme l'apparence de clown qu'il utilise durant les films). Il est définitivement détruit quand Bill, Ben, Beverly, Richie et Mike extraient son cœur et l'écrasent. Après avoir tué « Ça », la bande laisse son cadavre pourrir dans son repaire, sous les égouts de Derry (dans le téléfilm).
Dans Ça : Chapitre 2, le corps de « Ça » s'évapore, provoquant un tremblement de terre et l'effondrement du repaire de « Ça » . Les membres du « Club des Ratés » survivants parviennent à sortir à temps de la maison du 29, Neibolt Street, et voient celle-ci s'effondrer. « Ça » vaincu, ils sont libres de quitter Derry et de commencer une nouvelle vie. Bill est toujours écrivain et scénariste, Ben et Beverly se sont mis en couple et ont adopté un chien, Richie, en larmes, grave les initiales du nom d'Eddie sur le « Pont des Amoureux », et Mike laisse l'ouvrage Une Histoire du Vieux Derry derrière lui et décide qu'il est grand temps de voir le jour. Il quitte alors Derry, en larmes en contemplant une dernière fois les commerces de la ville : le cinéma, les boutiques, la salle d'arcade, les fast-foods, etc. « Ça » est mort et les enfants qu'il a tués : George Denbrough, Betty Ripsom, Edward Corcoran, Theresa Albrecht, Victoria Fuller et d'autres, ont été vengés.

### Mort supposée
Grippe-Sou serait mort le 31 mai 1985, après que le « Club des Ratés »  (avec l'aide de Maturin la Tortue) est revenu une fois ses membres devenus adultes et l'a vaincu dans sa tanière située dans les égouts de Derry. Après un affrontement mental dans les « Lumières Mortes »  (appelé le « Rituel de Chud » ) ils parviennent finalement à le tuer en extrayant son cœur de sa forme arachnoïde et à écraser les œufs qu'il a pondus. Sa mort provoque une gigantesque tempête qui ravage la ville de Derry à l'état de pourriture avancée (dans le roman).  
Dans le téléfilm, « Ça » meurt en 1990 et dans Ça : Chapitre 2, « Ça » meurt en 2016.  

Si dans le roman Grippe-Sou est considéré comme mort, plusieurs autres œuvres de Stephen King sous-entendent à l'inverse que la créature cosmique a survécu. Par exemple, dans le roman Dreamcatcher (2001), le personnage de Mr. Gray se rend à Derry et y découvre une plaque commémorative de la tempête de 1985 vandalisée sur laquelle on a écrit PENNYWISE LIVES (« Grippe-Sou vit »). Dans le roman Les Tommyknockers (1987), il est dit qu'un personnage crut voir dans les rues de Derry un clown émergeant d'une bouche d'égout avec des dollars brillants à la place des yeux et tenant dans sa main toute une grappe de ballons de couleurs. Une dernière référence à l'entité métamorphe est faite dans le roman Insomnie (1994), où Ralph Roberts, personnage principal, aperçoit dans le ciel de Derry ce qui s'apparente aux Lumières Mortes : 
« Il comprit également que s'il regardait trop longtemps cette lumière, ces tourbillons de couleur mortelle, la mort, loin d'être la pire chose qui pourrait lui arriver, serait au contraire la meilleure. Il ne se contenta pas de fermer fortement les yeux, il ferma aussi son esprit. » 

## Pouvoirs
Grippe-Sou dispose d'une variété de pouvoirs comme la capacité de se métamorphoser, de manipuler et de posséder les personnes, la télékinésie, la téléportation, le contrôle météorologique et la télépathie. Il peut lire dans les esprits de ses victimes et utilise ce pouvoir pour se transformer en leur pire peur, et même les rendre hallucinés. Il peut aussi envahir les gens dans leurs rêves et les tuer.
Ayant atterri sur le territoire de Derry voilà des millions d'années, Grippe-Sou dégage une attraction malsaine sur la ville, comme s'il en était la personnification même. Les actes barbares ou forcenés des gens de Derry ont pour origine la puissance néfaste et destructrice qu'il émet depuis son arrivée sur Terre ; lorsqu'il meurt, la ville est grandement endommagée par la tempête de 1985, puis se met à dépérir et mourir à son tour, comme si l'attraction sur elle qu'avait « Ça » était telle que Derry en était devenue dépendante. 
Malgré ses vastes pouvoirs, sa faiblesse est qu'il peut être vaincu si ses victimes se montrent courageuses et si elles se soutiennent entre elles. De plus, il est obligé d'obéir aux lois de sa forme physique, ce qui le limite aux traits et aux faiblesses de cette forme.

## Accueil
De nombreux médias tel que le journal The Guardian ont évoqué le personnage, le plaçant aux premiers rangs des clowns les plus effrayants au cinéma ou dans la culture populaire,,. Dans le magazine The Atlantic, il est dit du personnage : « la chose la plus effrayante avec Grippe-Sou, cependant, est la manière dont il se nourrit des peurs les plus profondes des enfants, manifestant les monstres par lesquels ils sont le plus terrifiés (quelque chose que J. K. Rowling émulera plus tard avec les Épouvantards). » La chercheuse et psychanalyste Mikita Brottman a également décrit Grippe-Sou comme « Un des clowns les plus maléfiques à être apparu sur le petit écran » et qu'il « reflétait toutes les horreurs sociales familiales connues de l'Amérique contemporaine. »

## Adaptations
Dans l'adaptation télévisée « Il » est revenu (1990), son rôle est interprété par Tim Curry, tandis que dans les adaptations cinématographiques Ça (2017) et Ça : Chapitre 2 (2019), il est interprété par Bill Skarsgård.
Les deux interprètes de Grippe-Sou le Clown.

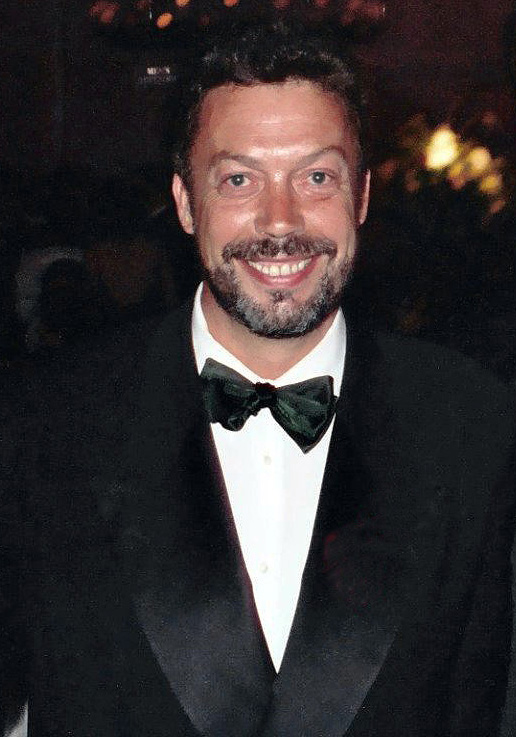
Tim Curry (1990).
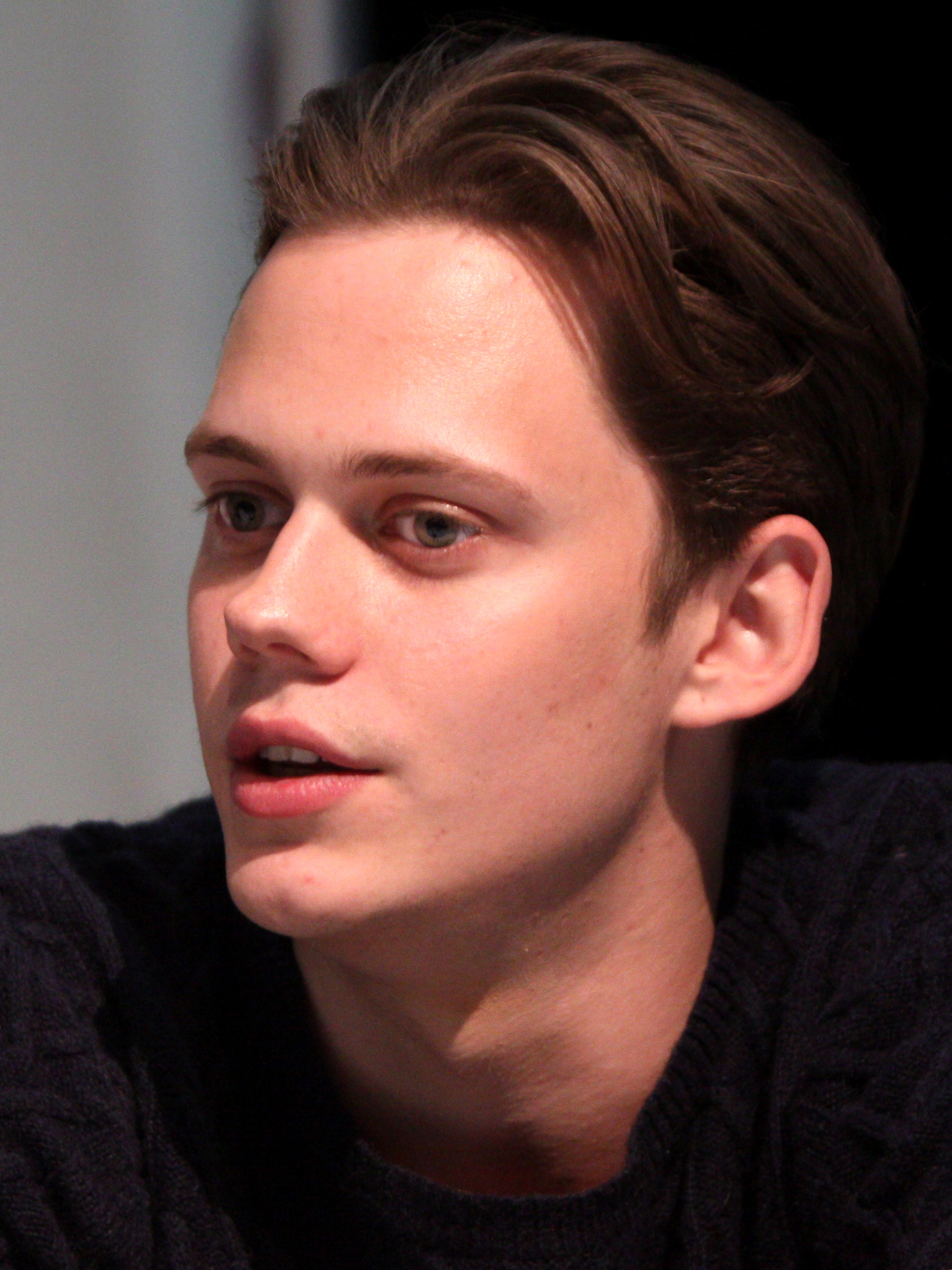
Bill Skarsgard (2017-2019).

Au mois de mars 2022, il est annoncé qu'une série est aussi en préparation chez HBO Max. Prévue pour 2025 et intitulée Ça : Bienvenue à Derry, elle sera produite par Jason Fuchs, Barbara et Andrés Muschietti et se voudra être un préquel aux films Ça et Ça : Chapitre 2, se déroulant en partie dans les années 1960 et racontant de manière plus approfondie les origines du clown Grippe-Sou,. En novembre 2022, Variety annonce que les deux showrunners de la série seront Jason Fuchs et Brad Caleb Kane.